# 阿纳托利·罗希钦
阿纳托利·亚历山德罗维奇·罗希钦（俄语：Анато́лий Алекса́ндрович Ро́щин，1932年3月10日—2016年1月5日）苏联古典式摔跤手，苏联荣誉体育大师（1963年），1972年奥运会冠军，银牌获得者奥运会（1964、1968）、三届世界冠军（1963、1969、1970）、欧洲冠军（1966）、五届苏联古典式摔跤冠军、两届苏联桑博冠军（1956、1960），苏联自由式摔跤锦标赛银牌得主（1954 年）。预备役上校。 1962年起加入苏共。

## 生平
他在一个有四个孩子的家庭中长大，父亲去世后（1942 年在勒热夫附近去世），孩子们由母亲抚养长大。小时候，他从事篮球、壶铃举重（1949年梁赞地区锦标赛银牌获得者）。 20 世纪 50 年代初，他搬到莫斯科，担任电工。他开始在“劳动”全苏志愿体育协会从事摔跤运动。
1951年，他应征入伍。他在海军（喀琅施塔得）服役，积极从事自由式摔跤、古典摔跤以及桑博，参加过这些运动项目的比赛。自1955年起效力于中央陆军。 1958年，他接受了一次大手术，切除了部分甲状腺。自1959年起他居住在列宁格勒。他是圣彼得堡国立航空航天仪器大学的学生。自1961年起成为苏联国家队成员。
体育生涯结束后，他在列宁格勒军事体育学院担任教师，并投入大量时间在陆军体育俱乐部的体育退伍军人委员会工作。作为主宾，他经常被邀请参加各种摔跤比赛。